# 1886 no beisebol

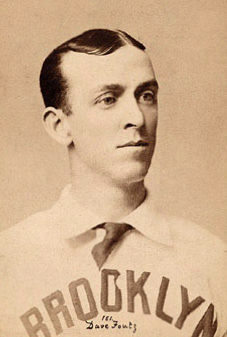
Dave Foutz, foi o líder da Associação Americana em vitórias e ERA na temporada de 1886.

Esta é uma lista de eventos no mundo do beisebol durante o ano de 1886.

## Campeões
- World Series St. Louis Browns 4, Chicago White Stockings 2
- National League:  Chicago White Stockings
- American Association:  St. Louis Browns

## Grandes ligas de beisebol - times e aproveitamento

### National League
| Time                    | Vitórias | Derrotas |
| ----------------------- | -------- | -------- |
| Chicago White Stockings | 90       | 34       |
| Detroit Wolverines      | 87       | 36       |
| New York Giants         | 75       | 44       |
| Philadelphia Quakers    | 71       | 43       |
| Boston Beaneaters       | 56       | 61       |
| St. Louis Maroons       | 43       | 79       |
| Kansas City Cowboys     | 30       | 91       |
| Washington Nationals    | 28       | 92       |

### American Association
| Time                     | Vitórias | Derrotas |
| ------------------------ | -------- | -------- |
| St. Louis Browns         | 93       | 46       |
| Pittsburg Alleghenys     | 63       | 49       |
| Brooklyn Grays           | 76       | 61       |
| Louisville Colonels      | 66       | 70       |
| Cincinnati Red Stockings | 65       | 73       |
| Philadelphia Athletics   | 63       | 72       |
| New York Metropolitans   | 53       | 82       |
| Baltimore Orioles        | 48       | 83       |

## Líderes

### National League
| National League |                       |             |                      |    |  |
| Tipo            | Nome                  | Estatística |                      |    |  |
| AVG             | Mike "King" Kelly CHC | .388        |                      |    |  |
| HR              | Dan Brouthers DTN     | 11          | Hardy Richardson DTN | 11 |  |
| RBI             | Cap Anson CHC         | 147         |                      |    |  |
| Vitórias        | Lady Baldwin DTN      | 42          | Tim Keefe NYG        | 42 |  |
| ERA             | Henry Boyle SLM       | 1.76        |                      |    |  |
| Strikeouts      | Lady Baldwin DTN      | 323         |                      |    |  |

### American Association
| American Association |                 |             |               |    |  |
| Tipo                 | Nome            | Estatística |               |    |  |
| AVG                  | Guy Hecker LOU  | .341        |               |    |  |
| HR                   | Bid McPhee PHA  | 8           |               |    |  |
| RBI                  | Tip O'Neill STL | 107         |               |    |  |
| Vitórias             | Dave Foutz STL  | 41          | Ed Morris PIT | 41 |  |
| ERA                  | Dave Foutz STL  | 2.11        |               |    |  |
| Strikeouts           | Matt Kilroy BAL | 513         |               |    |  |

## Líderes em todos os tempos em strikeouts
A temporada de 1886 foi memorável pois dois dos dez maiores totais em strikeouts em temporada única da Major League Baseball foram estabelecidos nesta temporada:
| Arremessador | Strikeouts | Temporada | Time                | Liga | Posição geral |
| ------------ | ---------- | --------- | ------------------- | ---- | ------------- |
| Matt Kilroy  | 513        | 1886      | Baltimore Orioles   | AA   | 1             |
| Toad Ramsey  | 499        | 1886      | Louisville Colonels | AA   | 2             |

## Temporadas notáveis
- Guy Hecker do Louisville Colonels não apenas conseguiu um cartel de vitórias de 26–23 em vitórias com  ERA de 2.87, jogando como segundo arremessador do Colonels, como também venceu o título da American Association em média de rebatidas com 34,1%. Hecker permanece como o único arremessador a vencer o título de média de rebatidas.
- Matt Kilroy do Baltimore Orioles conseguiu 4 2-hitters, 3 1-hitter e um no-hitter na sua temporada de estreia em 1886. Kilroy também estabeleceu o recorde das grandes ligas em strikeouts em temporada única com 513 strikeouts.
- Jocko Flynn do Chicago White Stockings conseguiu cartel de vitórias de 23–6 em sua temporada de estreia em  1886. Flynn desenvolveu um problema no braço e nunca arremessou novamente nas grandes ligas. Suas 23 vitórias ainda permanecem um recorde para um arremessador com apenas 1 temporada na carreira.

## Eventos

### Janeiro–Março
- 4 de janeiro – O proprietário do St. Louis Browns, Chris von der Ahe, vende os direitos de reserva de Sam Barkley para o Pittsburgh Alleghenys por $1.000. von der Ahe tinha previamente vendido os direitos para o Baltimore Orioles em 24 de dezembro de 1885 mas não tinha recebido o pagamento do Baltimore. Barkley, neste ínterim, já tinha assinado contrato com o Baltimore. A luta pelo poder resultante dentro da American Association para resolver a situação levaria à queda do presidente da liga, Denny McKnight.
- 16 de janeiro – O Washington Nationals são admitidos na National League.

## Nascimentos
- 26 de janeiro – Hick Cady
- 6 de março – Bill Sweeney
- 13 de março – Frank Baker
- 6 de abril – Smokey Joe Williams
- 7 de abril – Ed Lafitte
- 23 de abril – Harry Coveleski
- 2 de maio – Larry Cheney
- 13 de maio – Larry Gardner
- 13 de maio – Frank Miller
- 24 de maio – Hi Jasper
- 10 de junho – Jack Graney
- 26 de julho – Roy Witherup
- 31 de julho – Larry Doyle
- 7 de agosto – Bill McKechnie
- 9 de setembro – Dots Miller
- 20 de setembro – Eustaquio Pedroso
- 5 de outubro – Bill Steele
- 9 de outubro – Rube Marquard
- 23 de outubro – Lena Blackburne
- 26 de outubro – Swede Carlstrom
- 9 de novembro – Nick Maddox
- 17 de novembro – Fred Beck
- 11 de dezembro – Joe Riggert
- 18 de dezembro – Ty Cobb
- 19 de dezembro – Doc McMahon
- 25 de dezembro – Morrie Rath

## Mortes
- 30 de janeiro –  Jim Hall, idade desconhecida, jogou como segunda base em 1872 pelo Brooklyn Atlantics.
- 13 de fevereiro – Fred Warner, 30?, jogador que atuou or 6 times diferentes de 1875 até 1884.
- 4 de março – Tom Lee, 23, arremessador que atuou em  1884 tanto pela National League como pela  Union Association.
- 21 de maio – David Lenz, 35, jogou 4 partidas em 1872 pelo Brooklyn Eckfords.
- 4 de junho –  Jim Ward, 31, jogou 1 partida pelo Philadelphia Athletics em  1884 como  receptor e conseguindo 2–4 em sua vez ao bastão.
- 27 de junho – George Creamer, 30?, segunda base por quatro times e que liderou a liga em fielding com o Pittsburgh em sua temporada final de  1884.
- 11 de julho – Denny Driscoll, 30, arremessador do Pittsburgh Alleghenys em 1882–1883 e que liderou a American Association com 1.21 de ERA em Earned Run Average in  1882.
- 9 de agosto –  Bill Smith, 26, jogou 1 partida pelo Cleveland Blues em  1884.
- 20 de agosto – Dick Blaisdell, 24, arremessou em 3 jogos em  1884 pelo Kansas City Cowboys da Union Association.
- 22 de setembro – Tom Oran, 39?, campista externo pelo St. Louis Red Stockings em 1875.
- 30 de outubro – Bernie Graham, 26?, campista externo pelo Baltimore Monumentals da Union Association em  1884.